# Baba Vida
Baba Vida (in bulgaro Баба Вида?) è una fortezza medievale a Vidin, nel nord-ovest della Bulgaria e punto di riferimento principale della città. Costituito da due muri di cortina concentrici e da circa nove torri di cui tre si conservano in tutta la loro altezza medievale, comprese le merlature originarie, si ritiene che sia l'unico castello medievale del paese interamente conservato. Baba Vida si trova a 39 metri (128 ft) sul livello del mare.

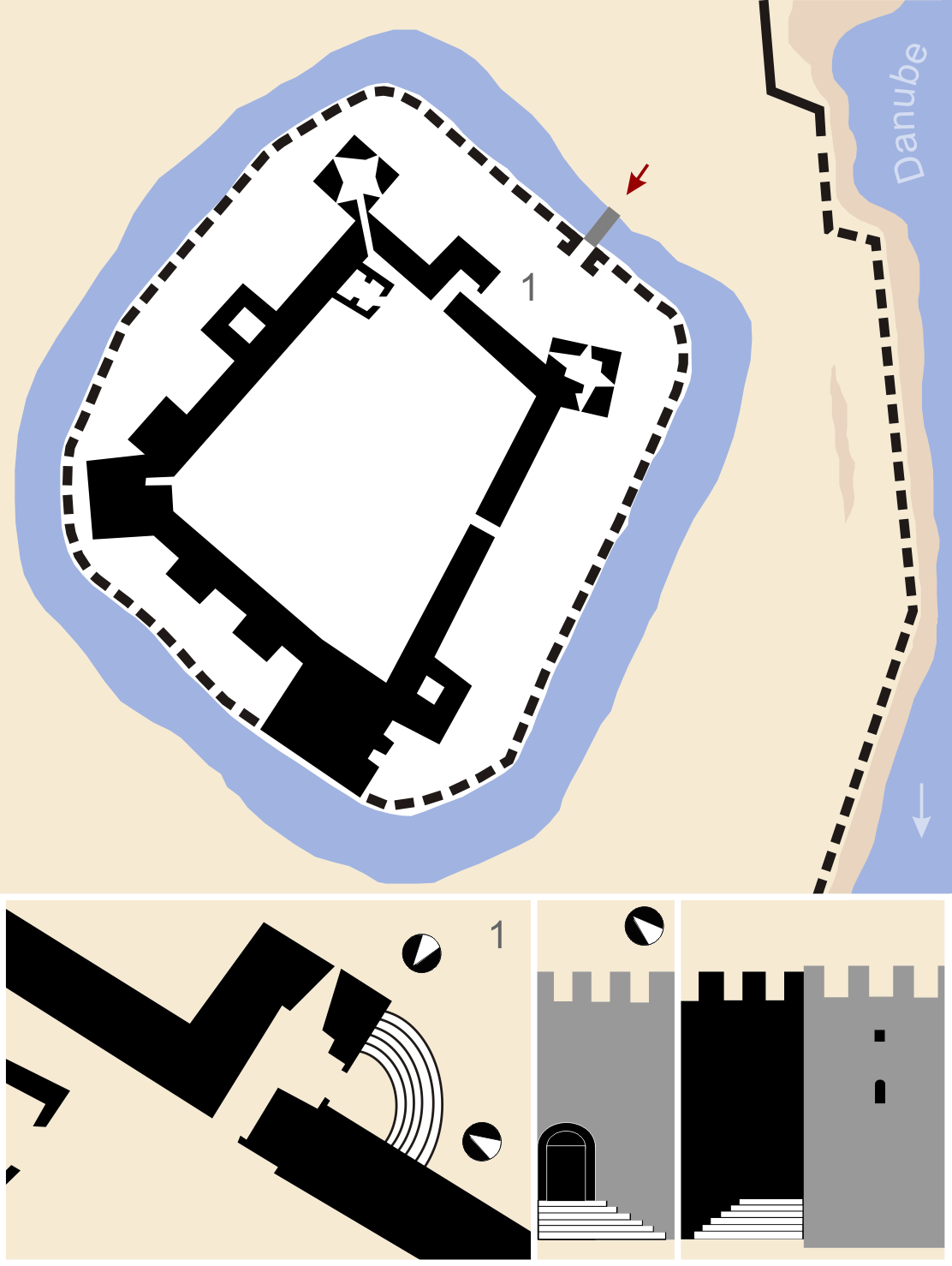
Pianta della fortezza

La costruzione della fortezza iniziò nel X secolo sul luogo dell'antico castello romano di Bononia. La costruzione di Baba Vida è legata a una leggenda, secondo la quale un re bulgaro danubiano che governava a Vidin aveva tre figlie: Vida, Kula e Gamza. Prima della sua morte, divise il suo regno tra le tre. Vida, la maggiore, ricevette Vidin e le terre a nord dei Carpazi, Kula ricevette Zaječar e la valle del Timok, e Gamza avrebbe governato le terre a ovest fino alla Morava. Sebbene Gamza e Kula si fossero sposate con nobili ubriaconi e bellicosi, Vida rimase celibe e costruì la fortezza nella sua città. Il nome del castello significa "Nonna Vida".
Baba Vida servì come principale insediamento difensivo di Vidin nel corso del Medioevo e funse da fortezza più importante della Bulgaria nord-occidentale. La roccaforte di Baba Vida resistette a un assedio di otto mesi da parte delle forze bizantine guidate da Basilio II, ma fu distrutta e nuovamente eretta durante il governo di Ivan Stratsimir (1356-1396), nel quale servì come capitale. Tra il 1365 e il 1369 la fortezza fu in mani ungheresi. Vidin fu improvvisamente attaccata dalle forze di Luigi I d'Ungheria, ma ci vollero diversi mesi per conquistare Baba Vida. Nel 1369, Ivan Stratsimir riuscì a riprendere il controllo della sua capitale, pur dovendo rimanere sotto la signoria ungherese.
Nel 1388, gli ottomani invasero le terre di Stratsimir e lo costrinsero a diventare il loro vassallo. Nel 1396, si unì a una crociata anti-ottomana guidata dal re d'Ungheria, Sigismondo, mettendo le sue risorse a disposizione dei crociati. La crociata si concluse con la disastrosa battaglia di Nicopoli a Nikopoli, in Bulgaria, con gli ottomani che conquistarono la maggior parte dei domini di Stratsimir poco dopo, nel 1397.
La fortezza svolse un ruolo durante il dominio ottomano della Bulgaria, fungendo da deposito di armi e prigione, anche come residenza per Osman Pazvantoğlu, e non venne più utilizzata per scopi difensivi dalla fine del XVIII secolo.
Oggi il castello di Baba Vida funge da museo. Essendo una popolare attrazione turistica, la fortezza viene mantenuta in buono stato.

## Galleria d'immagini

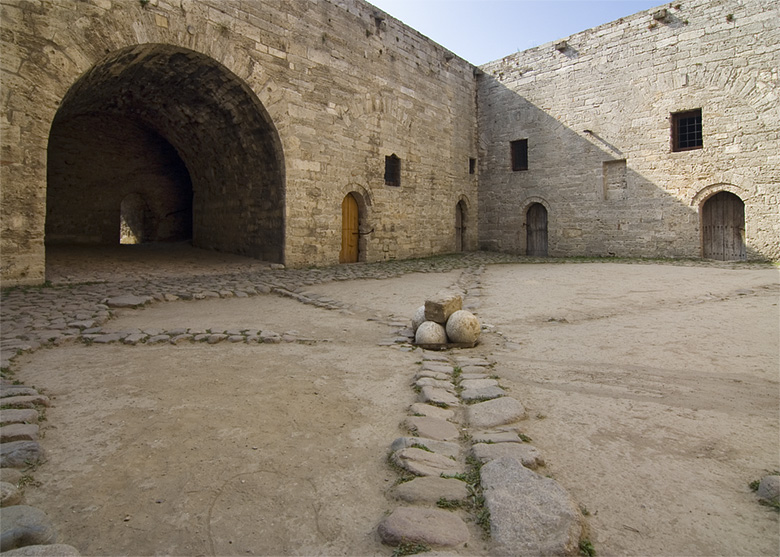
Dentro la fortezza
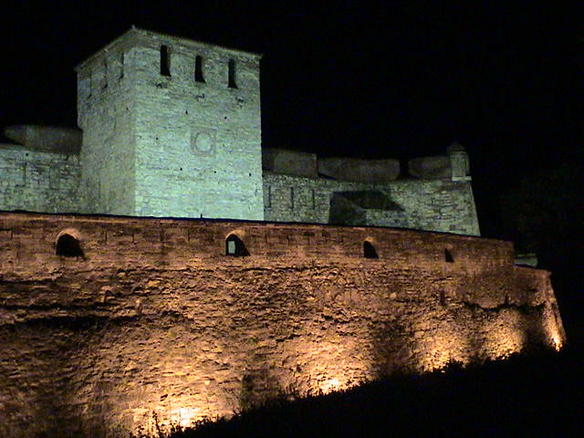
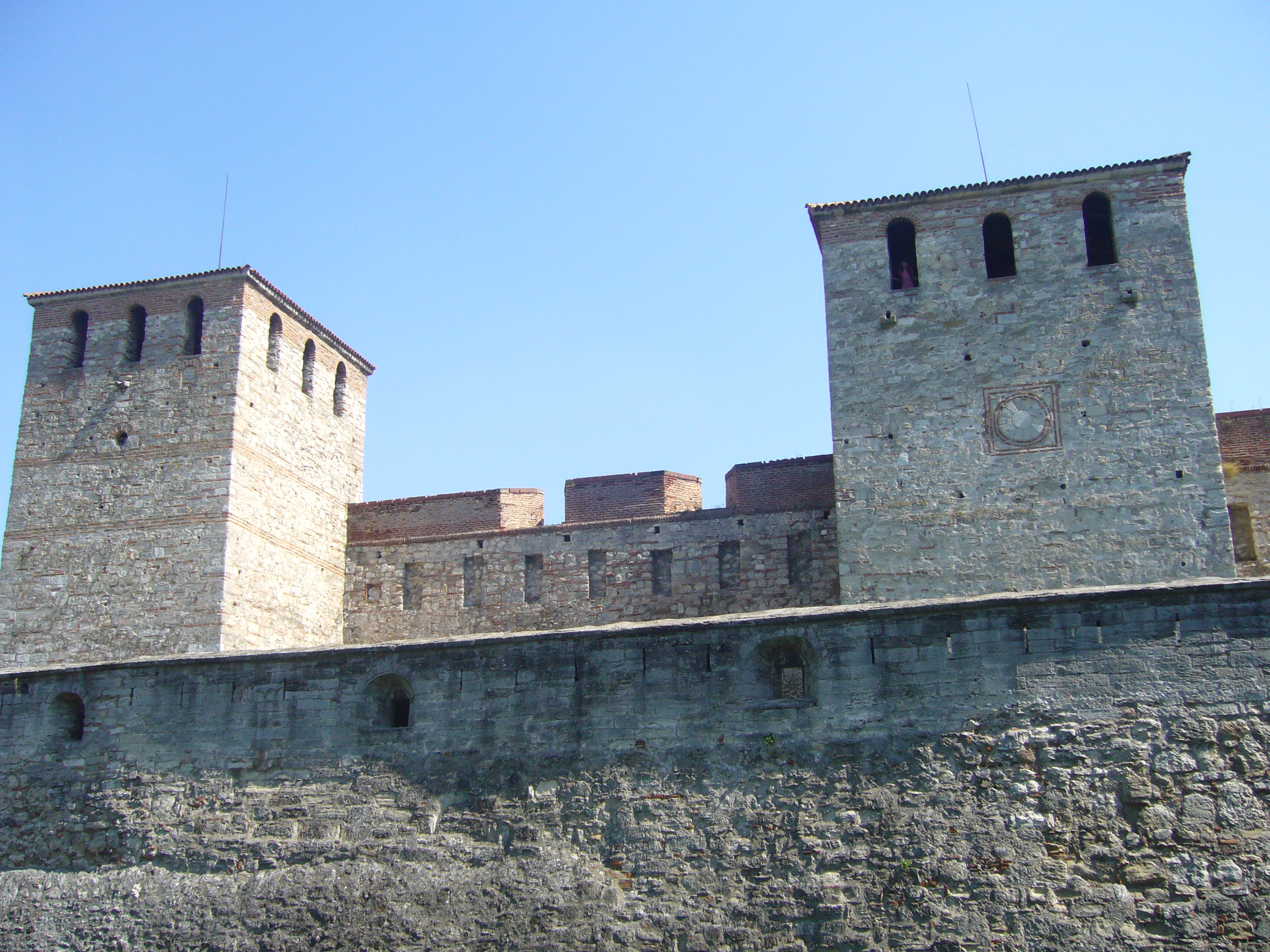
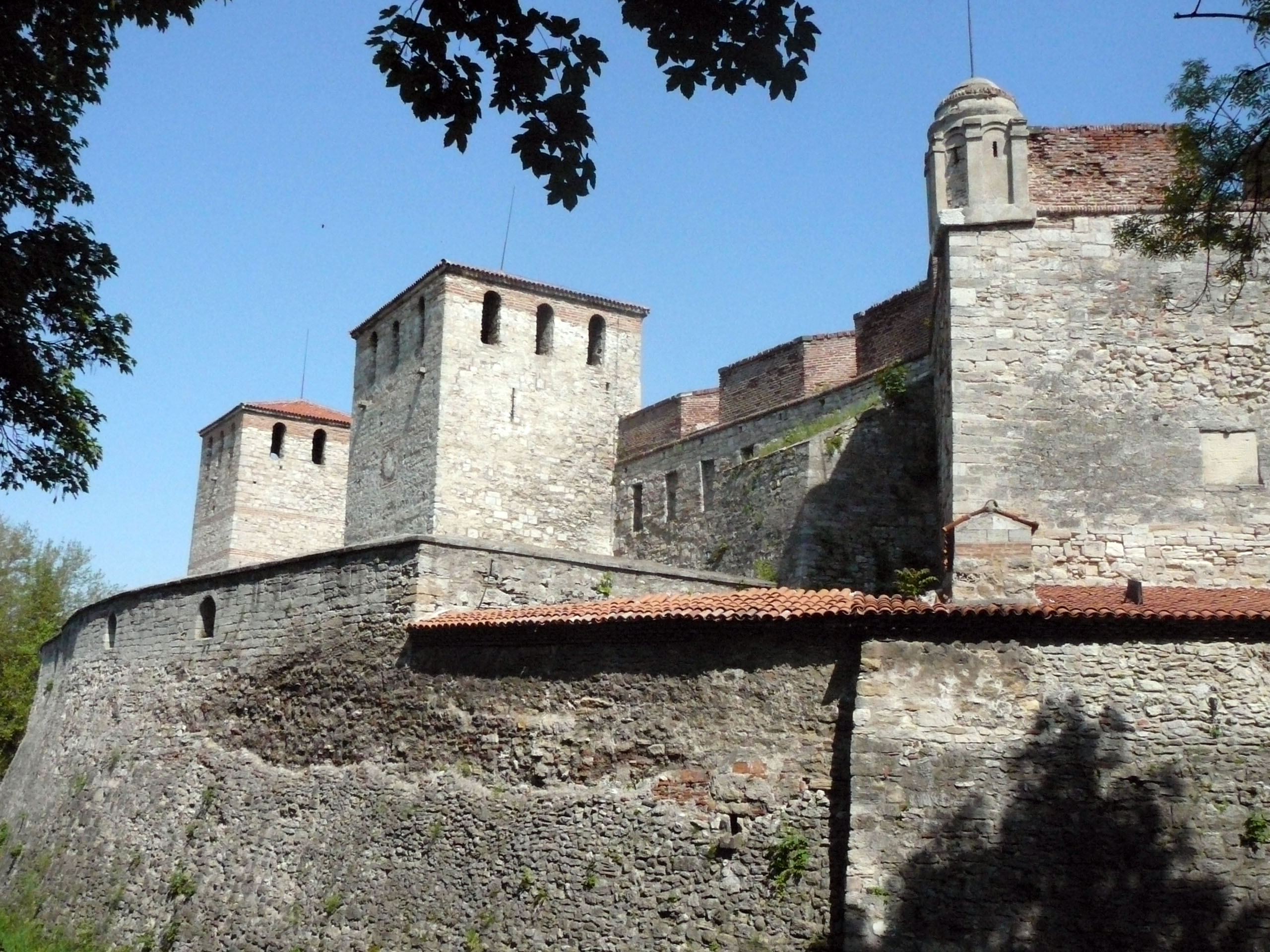
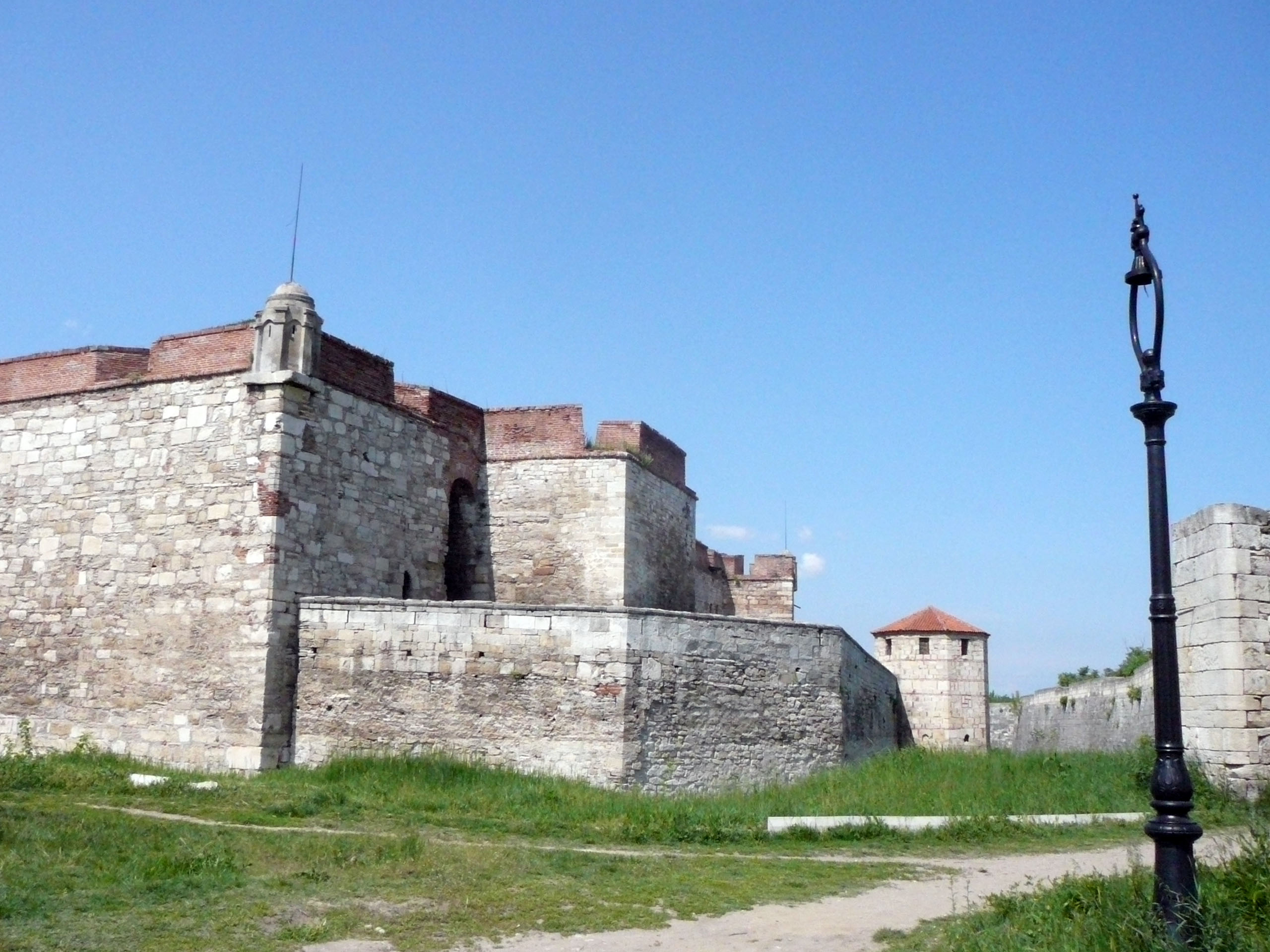
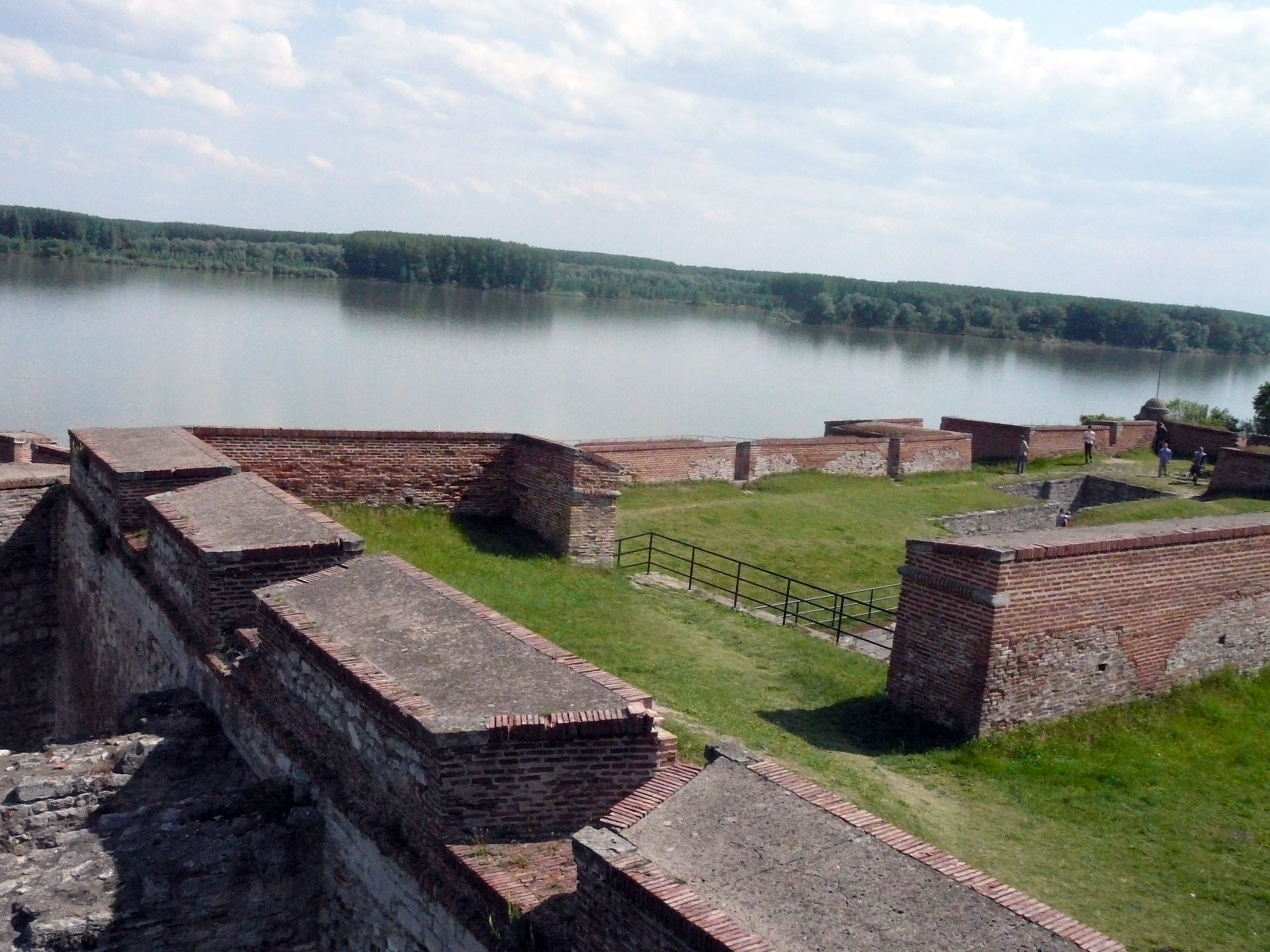
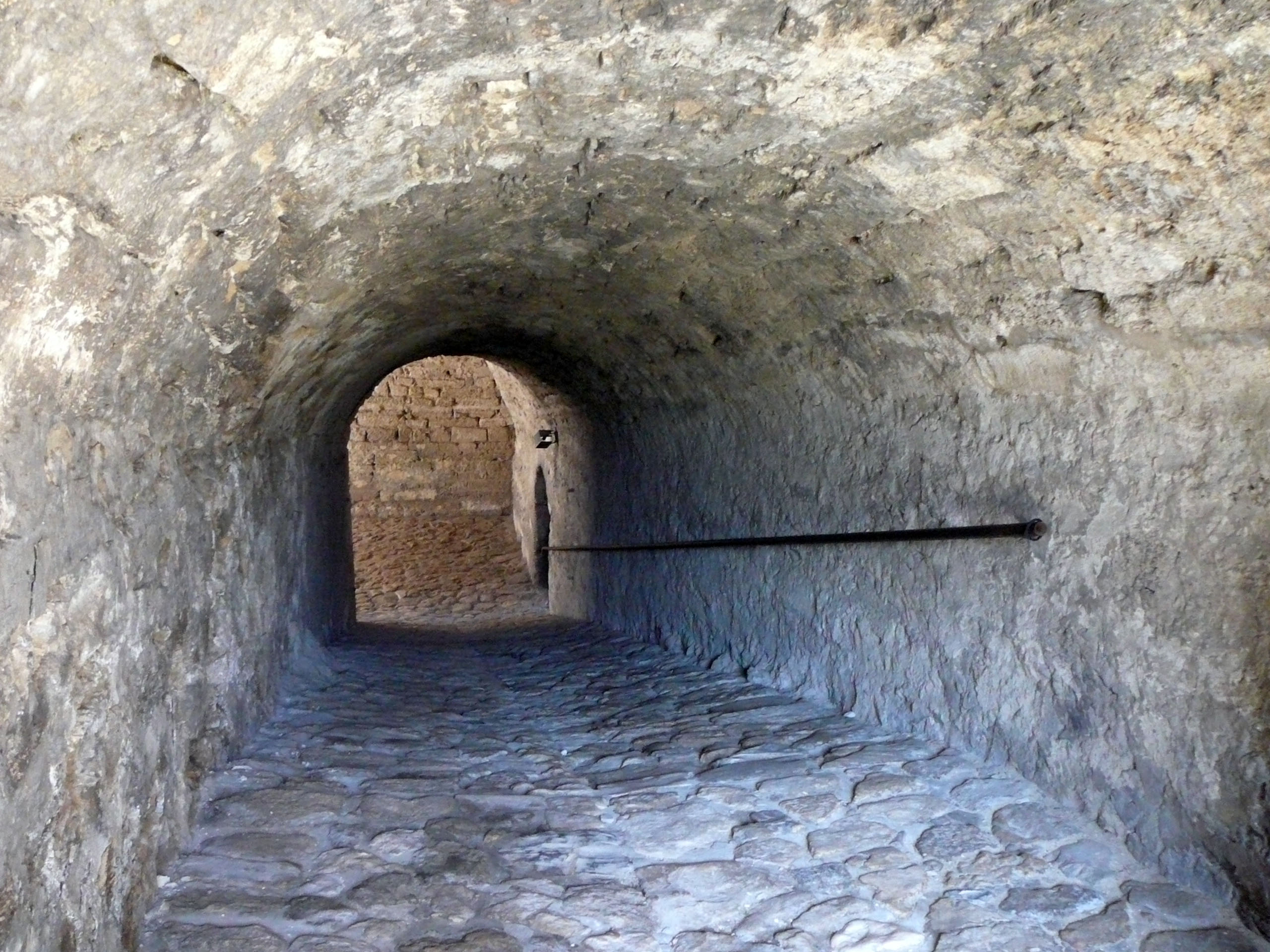
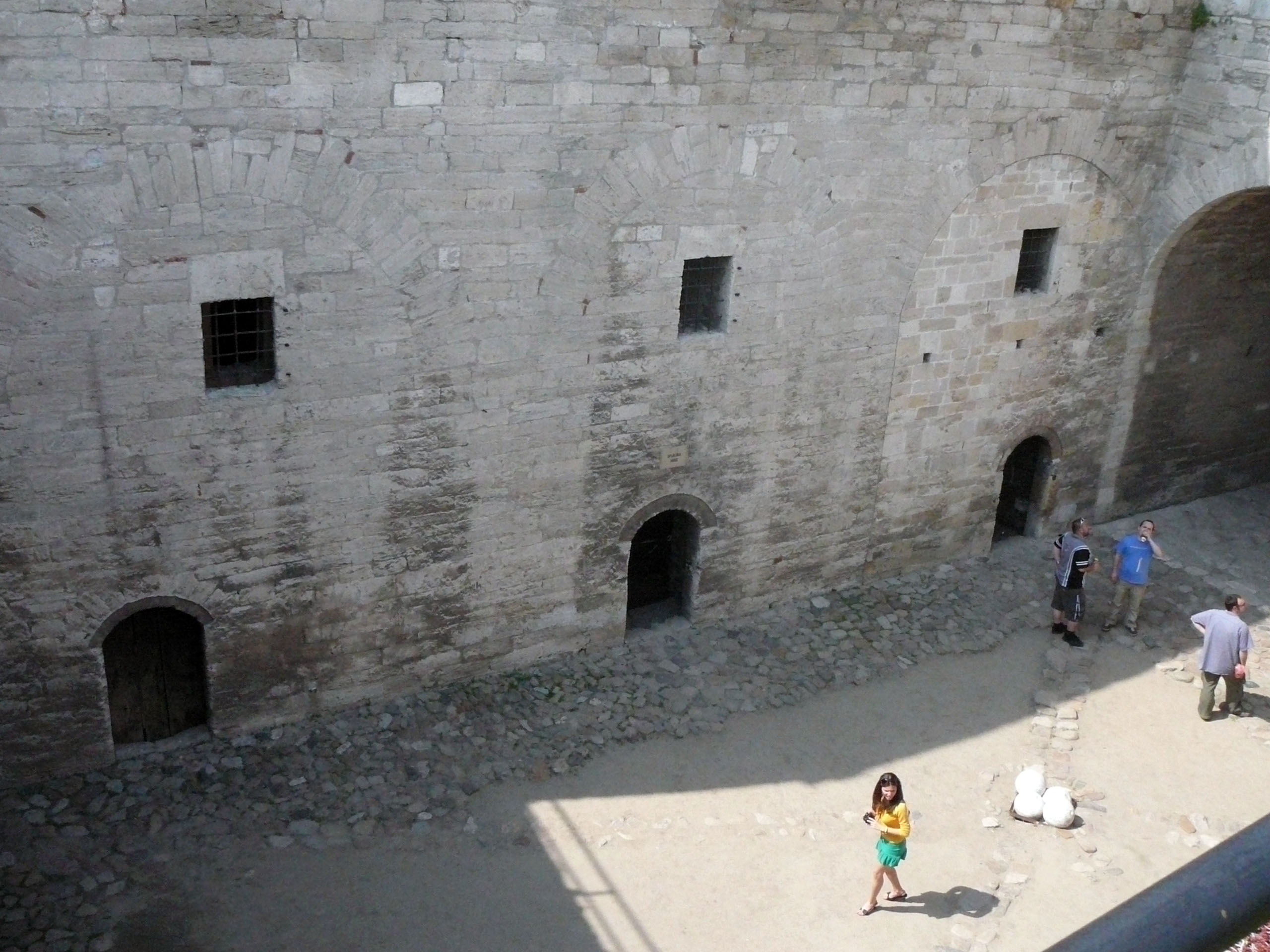
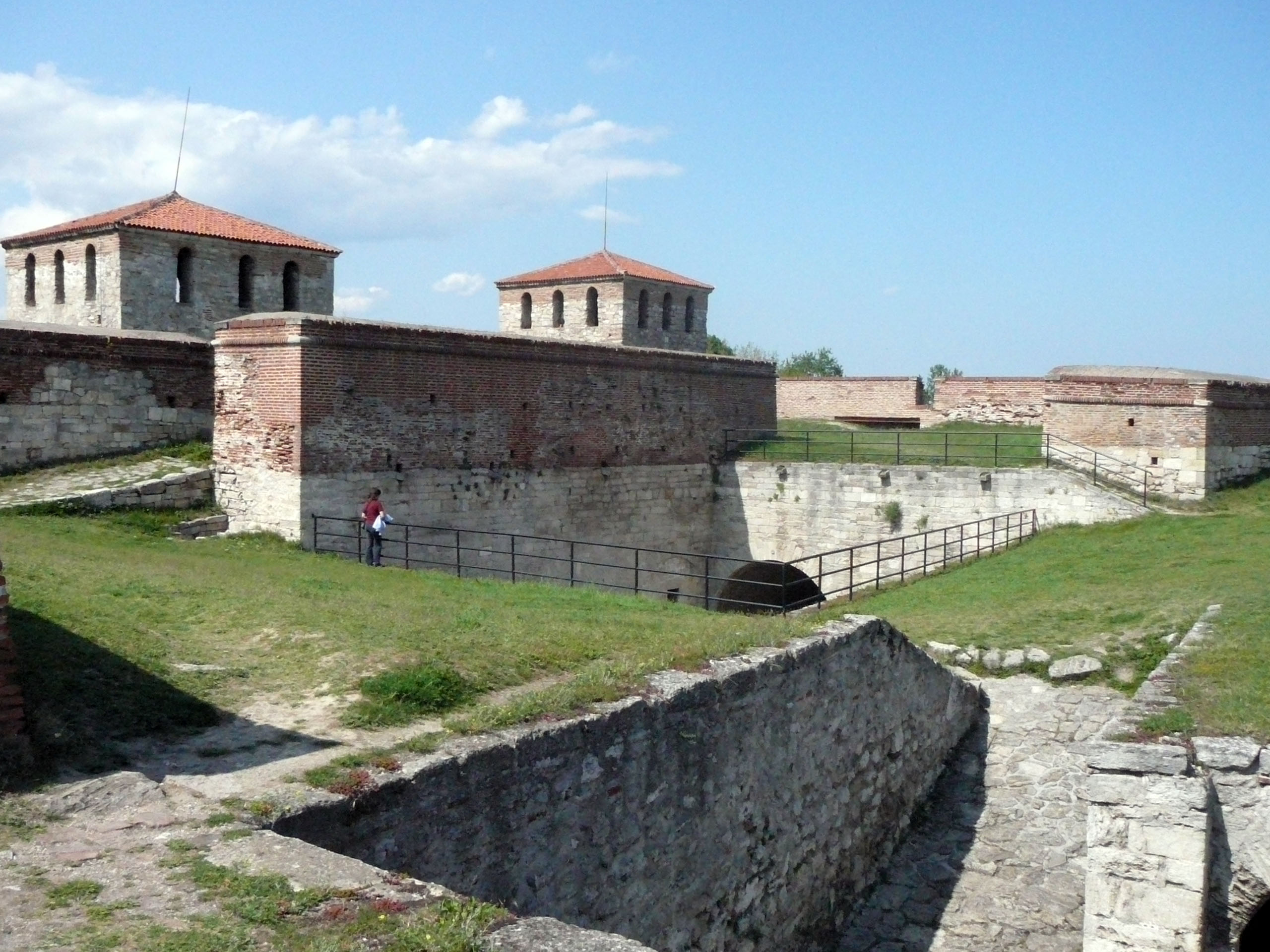
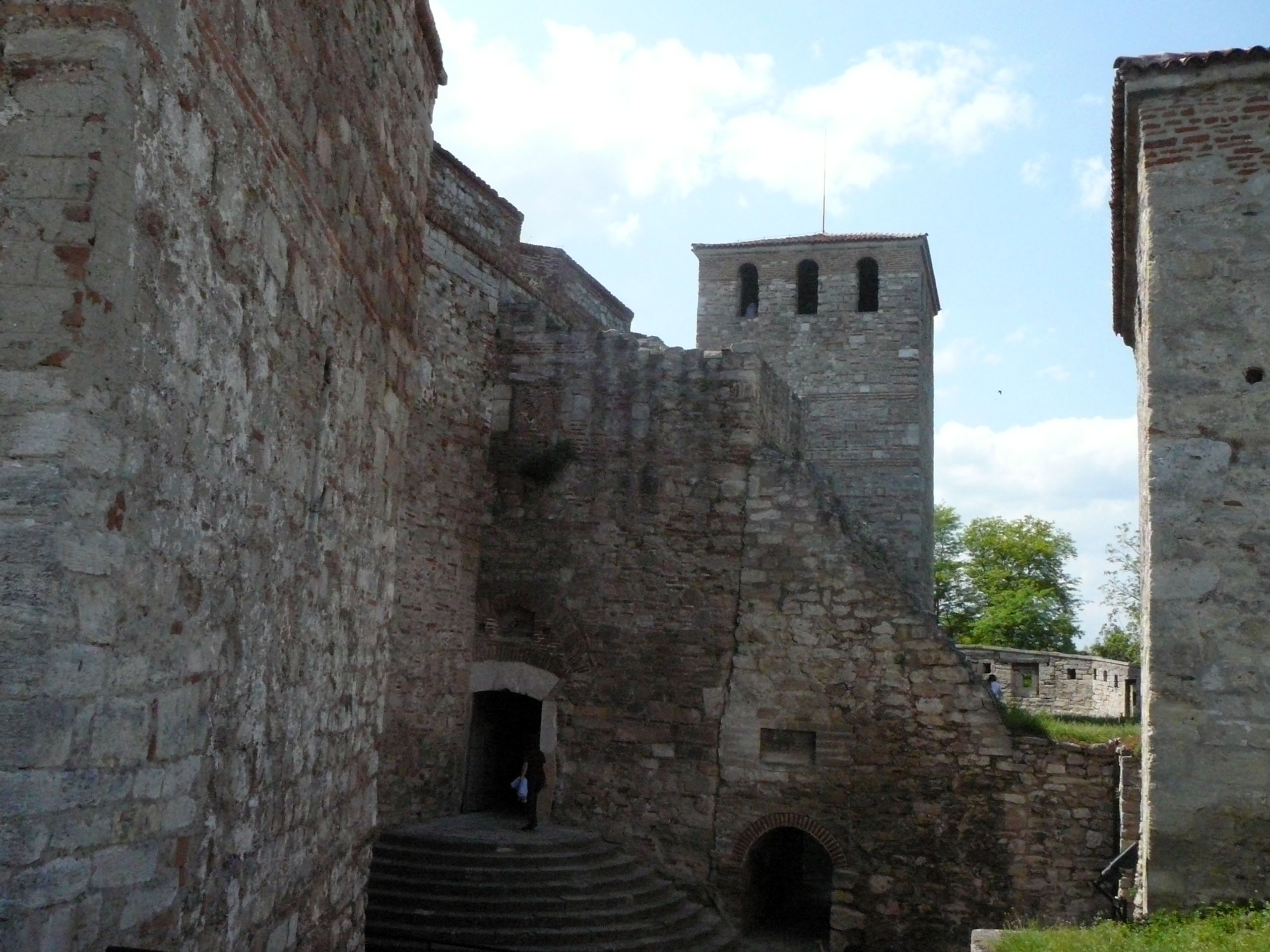
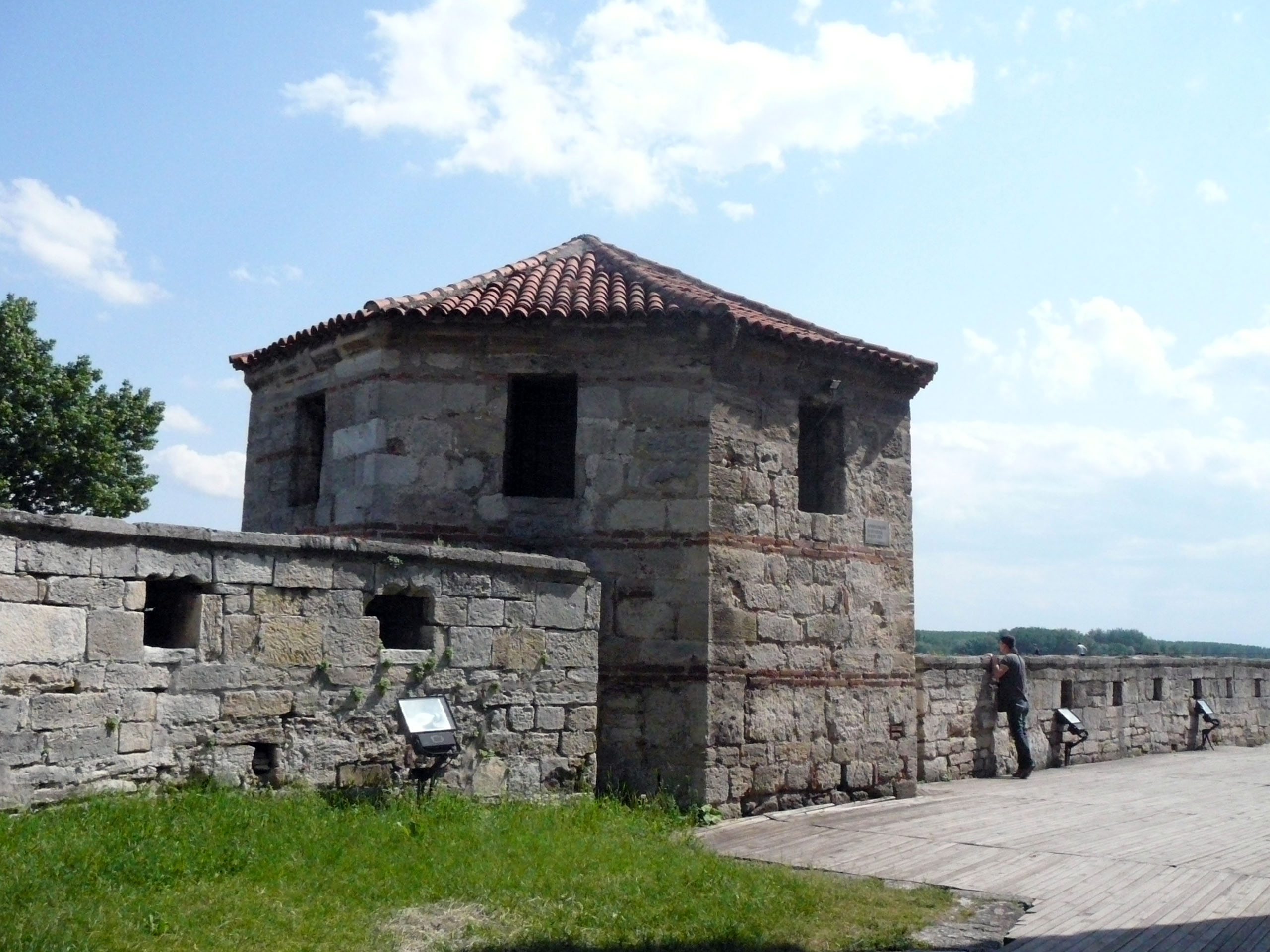
Torre di costruzione austriaca del XVII secolo
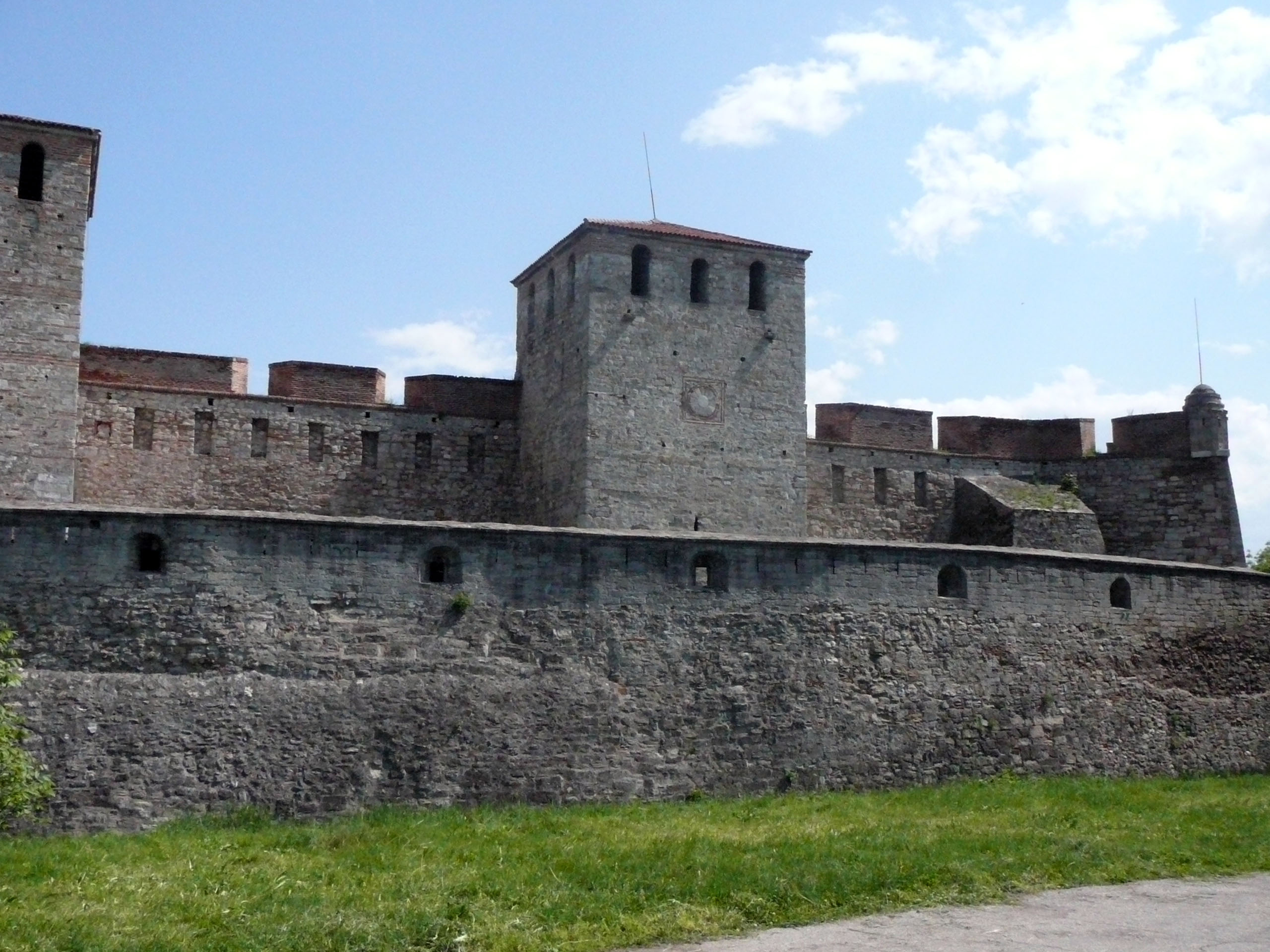
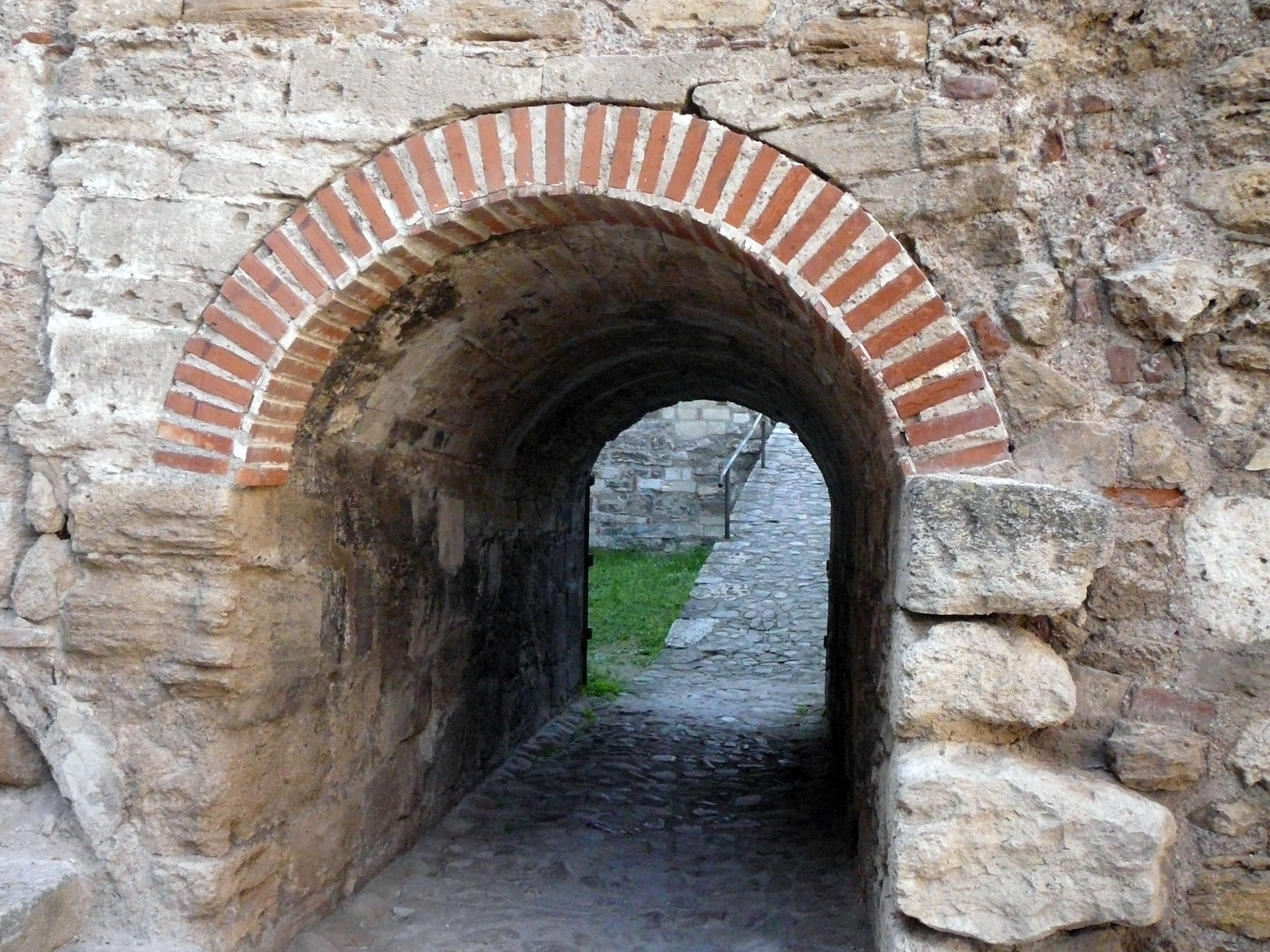
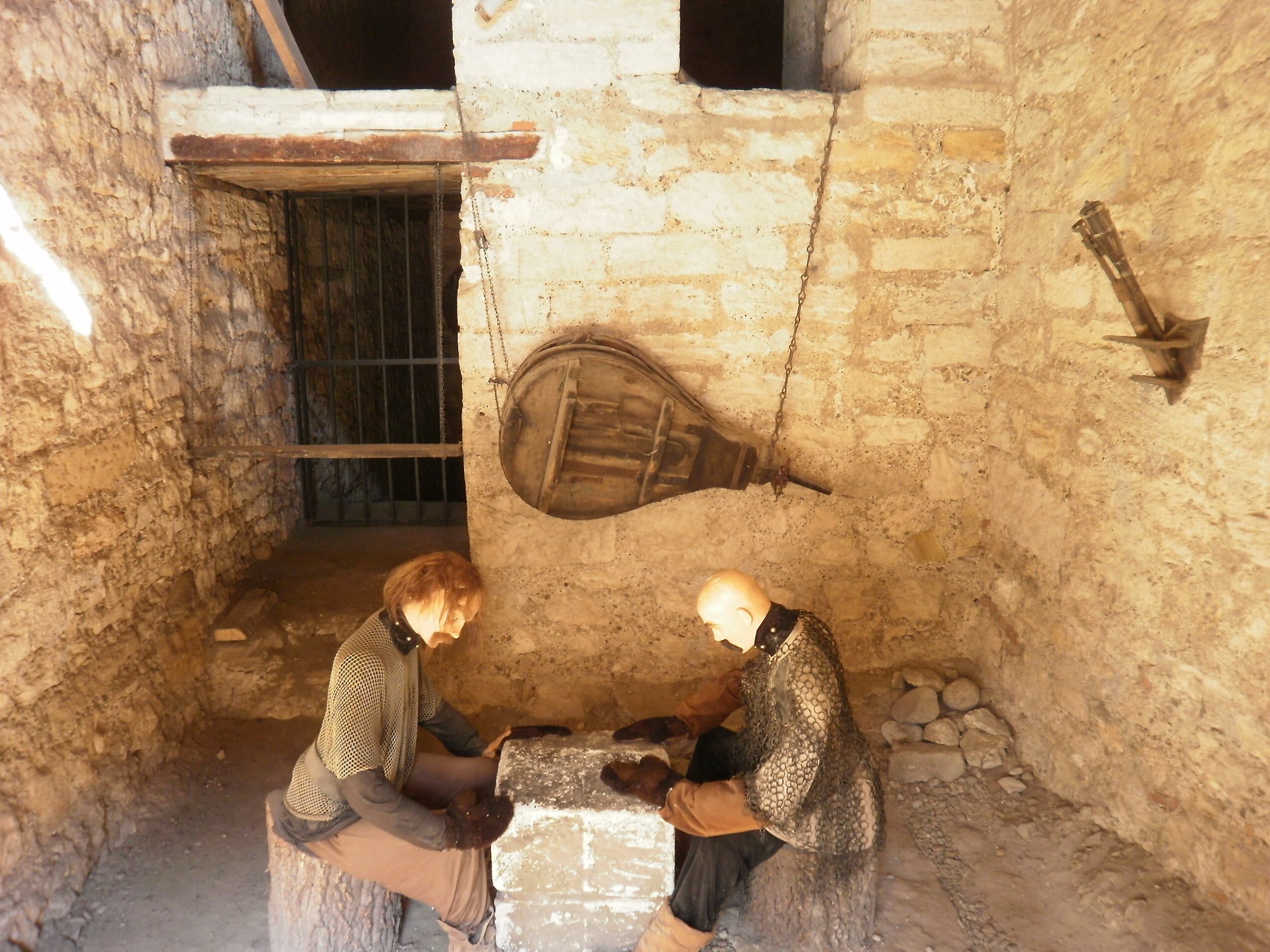
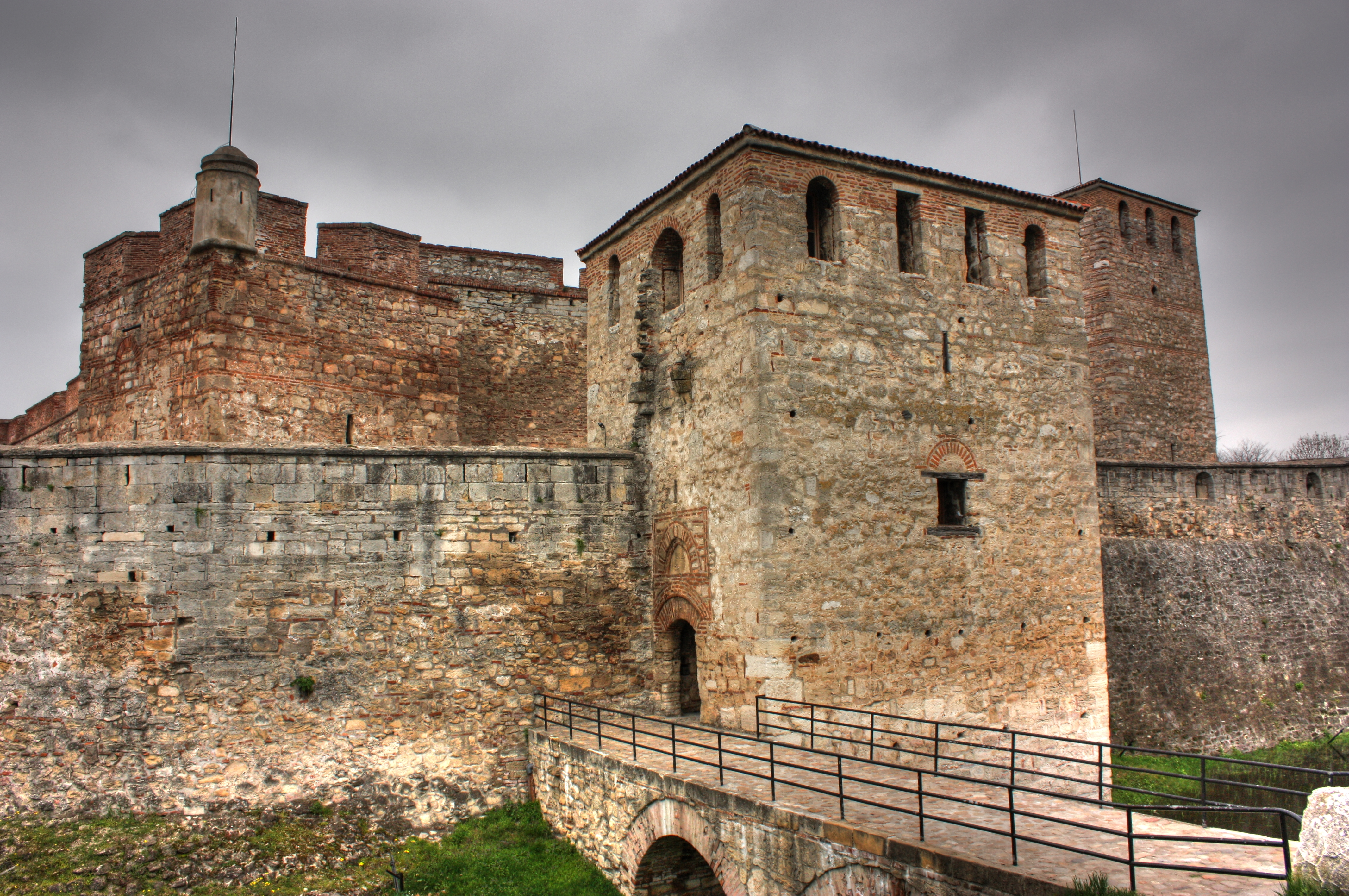